# Goat
Goat is een Amerikaanse film uit 2016, geregisseerd door Andrew Neel. De film ging in wereldpremière op 22 januari op het Sundance Film Festival in de U.S. Dramatic Competition.

## Verhaal
De negentienjarige Brad schrijft zich in op dezelfde universiteit als zijn broer en belooft deze zijn broederschap. Terwijl hij zich bezighoudt met nachtelijke braspartijen en omgang met naamloze meisjesstudenten, hult hij zich in een beschermend omhulsel om zijn onzekerheid te maskeren. Maar wanneer zijn ontgroening uit de hand loopt, wordt zijn loyaliteit ten opzichte van zijn broer danig op de proef gesteld.

## Rolverdeling
| Acteur           | Personage  |
| ---------------- | ---------- |
| Nick Jonas       | Brett Land |
| Ben Schnetzer    | Brad Land  |
| Virginia Gardner | Leah       |
| Danny Flaherty   | Will       |
| Gus Halper       | Chance     |
| Austin Lyon      | Dave Reed  |